# 大山白山神社
大山白山神社（おおやまはくさんじんじゃ）は、岐阜県加茂郡白川町にある神社。白山（標高862m）の山頂にある。
旧社格は県社。延喜式神名帳の美濃国賀茂郡大山神社という説がある。
現在の社殿は寛政年間以降の再建である。

## 祭神
- 菊理媛神（白山比咩神・白山権現）
- 伊弉諾尊
- 伊弉冉尊

## 歴史
伝承によれば、養老2年（718年）、泰澄が加賀国白山比咩神社より勧請し創建したとされる。勧請した際、水晶山（白川町、七宗町、下呂市の境界付近の標高687mの山）を経て鎮座したという。一説によれば、泰澄が養老2年に開いた「北陸七白山」の一つという。（北陸七白山の他の神社の一つは能郷白山神社という）
文明12年（1480年）、野原城城主安江基政によって再興された。野原城は天正10年（1582年）落城し、城主安江氏は武士をやめて農民となった。以降安江氏は代々白山神社の修復を担った。寛延元年（1748年）、朝廷より「正一位大山白山権現」の名を受けている。
明治3年（1870年）、白山神社に改名した。明治6年（1873年）に郷社、大正7年（1918年）に県社となる。この間、明治15年（1882年）には境内社として、安江基政を祀った光庵神社が建立された。
神社周辺はスギやヒノキを主体とする良好な緑地となっていることから、1984年（昭和59年）11月6日に緑地環境保全地域に指定された。

## 文化財
- 大山の大スギ（国の天然記念物）[2]

## 所在地
- 岐阜県加茂郡白川町水戸野1096

## 交通
公共交通機関
- JR高山本線 白川口駅または下油井駅下車。白川口駅からは約15km。下油井駅からは約10km。